# مهرجانقذق
مِهْرجانقذق أو مِهْرجان قذق، هي منطقة تاريخيَّة غرب ولاية الجبال في العصر الرَّاشدي والأموي والعبَّاسي، على الحدود مع العراق الحديث. كانت عاصمتها مدينة الصَّميرة، ومن نواحيها البندنيجين. يشير العديد من الجغرافيين العرب إلى أن المنطقة كانت خصبة ومكتظة بالسكان. بحلول القرن الرابع عشر، اتجهت بلدة الصَّيمرة نحو الخراب، وهي الآن مهجورة كليًا.

## أصل التسمية
ذكر المُؤرخ ياقوت الحموي، أن مهرجانقذق كلمة فارسيَّة الأصل، ومعناه محبة أو شمس نفس. ذكر أن مهرجان الفارسيَّة في مقابلها العربيَّة تعني فرح النفس.